# Arnoldsville
La ville d’Arnoldsville est située dans le comté d'Oglethorpe, dans l’État de Géorgie, aux États-Unis. Elle comptait 312 habitants lors du recensement de 2000.

## Démographie
| 1970 | 1980 | 1990 | 2000 | 2010 | - |
| ---- | ---- | ---- | ---- | ---- | - |
| 181  | 187  | 275  | 312  | 357  | - |

## Source
- (en) Cet article est partiellement ou en totalité issu de l’article de Wikipédia en anglais intitulé « Arnoldsville, Georgia » (voir la liste des auteurs).